# Хан Соло
Хан Соло (енгл. Han Solo) је лик из измишљеног универзума Звездани Ратови.
Први пут се појављује у филму Ратови звезда Епизода IV: Нова нада. У проширеном универзуму Звезданих Ратова, Хан Соло је ожењен са принцезом Лејом и њих двоје имају троје деце. Ханов најбољи и најоданији пријатељ је Чубака.